# 互惠性
相互性是一個社會心理學的概念，指一個正面的行為作出後帶來另一個正面的行為，來獎勵其行為。他人的友善帶來人們反應更友好、更樂意合作。相反，向他人顯示敵對的姿態會反令人更難受，甚至衍生暴力。有一些很細微的相互例子不易察覺，好像推銷員一開始推一些很貴的東西但拒絕，之後再以一個較小的請求，因為這個「讓步」而令一些人買下產品。

## 互惠利他主義
這與利他主義不同，互惠利他主義指人們只會在他人一開始做了一些事才會回報，即你幫了我，我也幫你做一些事；如我不希望被別人陷害，我也不會陷害別人。這理論亦與中國哲學中的「己所不欲，勿施於人」、「己立立人，己達達人」同出一轍。

## 參看
- 哲學
- 倫理學
- 心理學
- 利他主義
- 社會心理學